# Gvammen Station
Gvammen Station (Gvammen stasjon) var en jernbanestation på Numedalsbanen, der lå ved Gvammen lige nord for Norefjorden i Nore og Uvdal kommune i Norge.
Stationen åbnede for ekspedition af tog, passagerer og gods 20. november 1927, da banen blev taget i brug. Den blev nedgraderet til holdeplads med kun ekspedition af passagerer og gods 15. juni 1937. Den status havde den indtil 26. maj 1968, hvor den blev nedgraderet til ubemandet trinbræt. Trafikken på strækningen mellem Rollag og Rødberg, hvor stationen ligger, blev indstillet 1. januar 1989, hvorved stationen blev nedlagt.
Stationsbygningen er opført efter tegninger af NSB Arkitektkontor. Den blev solgt fra til private i 1987.